# Tatár ábécé
A tatár ábécé a tatár nyelv írására szolgáló ábécé. Tatárföldön és Kazahsztánban cirill betűkkel írják a tatár nyelvet, a kínai diaszpóra arab betűkkel. Volt több kísérlet is latin ábécé bevezetésére, 1999-ben hivatalossá próbálták tenni a latin betűket Tatárföldön, azonban Oroszország kötelezte Tatárföldet a cirill betűs ábécé hivatalos használatára, valamint az orosz nyelv állami nyelvvé tételére. Tatárföld 2013-as határozata szerint minden hivatalos, tatár nyelvű dokumentációt és levelezést cirill betűvel kell végezni, szükséges esetben kiegészíthető latin vagy arab betűs tatár nyelvű megjegyzésekkel; illetve amennyiben a hivatalos szervhez benyújtott dokumentum latin vagy arab betűs tatár nyelven íródott, a cirill betűs válasz mellé opcionálisan latin vagy arab betűs válasz is csatolható. A rendelkezés a tatár cirill betűk hivatalos latin és arab megfelelőit is megnevezi.

## Cirill ábécé
A hivatalos cirill ábécében 39 betű található: А Ә Б В Г Д Е (Ё) Ж Җ З И Й К Л М Н Ң О Ө П Р С Т У Ү Ф Х Һ Ц Ч Ш Щ Ъ Ы Ь Э Ю Я.
| Nagybetűs cirill | Kisbetűs cirill | Latin betűvel | ISO-9 | Név                                   | IPA             | Megjegyzések              |
| ---------------- | --------------- | ------------- | ----- | ------------------------------------- | --------------- | ------------------------- |
| А                | а               | a             | a     | а /a/                                 | [a]             |                           |
| Ә                | ә               | ä             | ä     | ә /æ/                                 | [æ]             |                           |
| Б                | б               | b             | b     | бэ /be/                               | [b]             |                           |
| В                | в               | w, v          | v     | вэ /we/                               | [w]; [v]        |                           |
| Г                | г               | g, ğ          | g     | гэ /ɡe/                               | [ɡ]; [ɣ]        |                           |
| Д                | д               | d             | d     | дэ /de/                               | [d]             |                           |
| Е                | е               | e, ye, yı     | e     | йе /je/ йы /jɤ/                       | [je]; [jɤ]; [e] |                           |
| Ё                | ё               | yo            | ë     | йо /jo/                               | [jo]            |                           |
| Ж                | ж               | j             | ž     | жэ /ʒe/                               | [ʒ]             |                           |
| Җ                | җ               | c             | ẓ̌     | җэ /ʑe/                               | [ʑ]             |                           |
| З                | з               | z             | z     | зэ /ze/                               | [z]             |                           |
| И                | и               | i             | i     | и /i/                                 | [i]             |                           |
| Й                | й               | y             | j     | кыска и /qɤsˈqɑ ˈi/                   | [j]             |                           |
| К                | к               | k, q          | k     | ка /qɑ/                               | [k]; [q]        |                           |
| Л                | л               | l             | l     | эль /el/                              | [l]             |                           |
| М                | м               | m             | m     | эм /em/                               | [m]             |                           |
| Н                | н               | n             | n     | эн /en/                               | [n]             |                           |
| Ң                | ң               | ñ             | ņ     | эң /eŋ/                               | [ŋ]             |                           |
| О                | о               | o             | o     | о /o/                                 | [o]             |                           |
| Ө                | ө               | ö             | ô     | ө /ø/                                 | [ø]             |                           |
| П                | п               | p             | p     | пэ /pe/                               | [p]             |                           |
| Р                | р               | r             | r     | эр /er/                               | [r]             |                           |
| С                | с               | s             | s     | эс /es/                               | [s]             |                           |
| Т                | т               | t             | t     | тэ /te/                               | [t]             |                           |
| У                | у               | u, w          | u     | У /u/                                 | [u]; [w]        |                           |
| Ү                | ү               | ü, w          | ù     | Ү /y/                                 | [y]; [w]        |                           |
| Ф                | ф               | f             | f     | эф /ef/                               | [f]             |                           |
| Х                | х               | x             | h     | ха /xa/                               | [x]             |                           |
| Һ                | һ               | h             | ḩ     | һэ /he/                               | [h]             |                           |
| Ц                | ц               | ts            | c     | цэ /tse/                              | [t͡s]            |                           |
| Ч                | ч               | ç             | č     | чэ /ɕe/                               | [ɕ]             |                           |
| Ш                | ш               | ş             | š     | ша /ʃa/                               | [ʃ]             |                           |
| Щ                | щ               | şç            | ŝ     | ща /ʃɕa/                              | [ʃɕ]            |                           |
| Ъ                | ъ               | '             | ”     | калынлык билгесе /qɑlɤnˈlɤq bilɡeˈse/ | [ʔ]             | калынлык һәм аеру билгесе |
| Ы                | ы               | ı             | y     | ы /ɤ/                                 | [ɤ]             |                           |
| Ь                | ь               | '             | ’     | нечкәлек билгесе /neɕkæˈlek bilɡeˈse/ | [ʔ]             | нечкәлек һәм аеру билгесе |
| Э                | э               | e, '          | è     | э /e/                                 | [e]; [ʔ]        |                           |
| Ю                | ю               | yu, yü        | û     | йу /ju/                               | [ju]; [jy]      |                           |
| Я                | я               | ya, yä        | â     | йа /ja/                               | [ja]; [jæ]      |                           |

## Zamanälif
A zaman jelentése modern ábécé, melyet több tatár internetes oldal is használ (például a TRT tatár nyelvű változata), annak ellenére, hogy a hivatalos ábécé cirill betűs. 35 betűből áll:
A, Ä, B, C, Ç, D, E, F, G, Ğ, H, I, İ, Í, J, K, L, M, N, Ñ, O, Ö, P, Q, R, S, Ş, T, U, Ü, V, W, X, Y, Z.
| #  | Latin betű | Neve latin betűkkel   | Neve cirill betűkkel  | IPA   |
| -- | ---------- | --------------------- | --------------------- | ----- |
| 1  | A a        | A                     | А                     | ɑ, ʌ  |
|    | Á á        | A hämzä belän         | А һәмзә белән         | ɑ     |
| 2  | Ä ä        | Ä, noqtalı A          | Ә, нокталы А          | æ, ə  |
|    | Â â        | A dulqın belän        | А дулкын белән        | æ     |
| 3  | B b        | Bé                    | Бэ                    | b     |
| 4  | C c        | Cé                    | Җэ                    | ʑ     |
| 5  | Ç ç        | Çé                    | Чэ                    | ɕ, t͡ʃ |
| 6  | D d        | Dé                    | Дэ                    | d     |
| 7  | E e        | E                     | Э                     | e     |
|    | É é        | E hämzä belän, ozın E | Э һәмзә белән, озын э | ɛ     |
| 8  | F f        | Éf                    | Эф                    | f     |
| 9  | G g        | Gé                    | Ге                    | ɡ     |
| 10 | Ğ ğ        | Ğé                    | Гъэ                   | ɣ     |
| 11 | H h        | Hé                    | Һэ                    | h     |
| 12 | İ i        | İ                     | И                     | i     |
| 13 | Í í        | Í                     | Ый                    | ɨɪ    |
| 14 | I ı        | I                     | Ы                     | ɨ     |
| 15 | J j        | Jé                    | Жэ                    | ʒ, d͡ʒ |
| 16 | K k        | Ké                    | Ке                    | k     |
| 17 | L l        | El                    | Эль                   | l     |
| 18 | M m        | Ém                    | Эм                    | m     |
| 19 | N n        | Én                    | Эн                    | n     |
| 20 | Ñ ñ        | Éñ                    | Эң                    | ŋ     |
| 21 | O o        | O                     | О                     | o, oː |
|    | Ó ó        | O hämzä belän         | О һәмзә белән         | ø     |
| 22 | Ö ö        | Ö, noqtalı O          | Ө, нокталы О          | œ     |
| 23 | P p        | Pé                    | Пэ                    | p     |
| 24 | Q q        | Qu                    | Ку                    | q     |
| 25 | R r        | Ér                    | Эр                    | r     |
| 26 | S s        | És                    | Эс                    | s     |
| 27 | Ş ş        | Şa                    | Ша                    | ʃ     |
| 28 | T t        | Té                    | Тэ                    | t     |
| 29 | U u        | U                     | У                     | u     |
|    | Ú ú        | U hämzä belän         | У һәмзә белән         | ʊ     |
| 30 | Ü ü        | Ü, noqtalı U          | Ү, нокталы У          | ʏ     |
| 31 | V v        | Vé                    | Вэ                    | v     |
| 32 | W w        | Wé                    | Вэ (Уэ)               | w     |
| 33 | X x        | Éx                    | Эх                    | x     |
| 34 | Y y        | Yé                    | Йэ                    | j, ɪ  |
| 35 | Z z        | Zet                   | Зет                   | z     |
|    | '          | Hämzä                 | Һәмзә                 | ʔ     |

## Összehasonlító szöveg
Az emberi jogok egyetemes nyilatkozata alapján a különféle ábécék összehasonlítása:
| İske imlâ | Yaña imlâ | Zamanälif | Jaŋalif | Cirill | Magyarul |
| --- | --- | --- | --- | --- | --- |
| بارلق كشیلر دا آزاد هم اوز آبرويلري هم حقوقلری یاغیننن تینک بولیپ طوالر. آلرغا عقل هم وجدان برلگان هم بر-برسینا قراطا طوغاننرچا مناسبتتا بولرغا تییشلر. | بارلئق كئشئلەر دە ئازات هەم ئوز ئابرویلارئ هەم حۇقوقلارئ یاعئننان تیڭ بولئپ توالار. ئالارعا ئاقئل هەم وۇجدان بیرئلگەن هەم بئر-بئرسئنە قاراتا توعاننارچا مۇناسەبەتتە بولئرعا تیئشلەر. | Barlıq keşelär dä azat häm üz abruyları häm xoquqları yağınnan tiñ bulıp tualar. Alarğa aqıl häm wöcdan birelgän häm ber-bersenä qarata tuğannarça mönasäbättä bulırğa tieşlär. | Вarlьq keşelәr dә azat hәm yz aʙrujlarь hәm xoquqlarь jaƣьnnan tiᶇ ʙulьp tualar. Alarƣa aqьl hәm vөçdan ʙirelgәn hәm ʙer-ʙersenә qarata tuƣannarca mөnasәʙәttә ʙulьrƣa tieşlәr. | Барлык кешеләр дә азат һәм үз абруйлары һәм хокуклары ягыннан тиң булып туалар. Аларга акыл һәм вөҗдан бирелгән һәм бер-берсенә карата туганнарча мөнасәбәттә булырга тиешләр. | Minden emberi lény szabadon születik és egyenlő méltósága és joga van. Az emberek, ésszel és lelkiismerettel bírván, egymással szemben testvéri szellemben kell, hogy viseltessenek. |

## Fordítás
- Ez a szócikk részben vagy egészben  a   Tatar alphabet című angol Wikipédia-szócikk fordításán alapul.  Az eredeti cikk szerkesztőit annak laptörténete sorolja fel. Ez a jelzés csupán a megfogalmazás eredetét és a szerzői jogokat jelzi, nem szolgál a cikkben szereplő információk forrásmegjelöléseként.